# Рабочее дело
«Рабочее Дело» — непериодический политический журнал, печатный орган «Союза русских социал-демократов за границей». Выходил с апреля 1899 года по февраль 1902 года. Типография находилась в Женеве, редакция — в Париже. Редакторы: Б. Н. Кричевский, П. Ф. Теплов, В. П. Иваншин, а затем с 1900 года А. С. Мартынов. Вышло 12 номеров (девять книг). Редакция «Рабочего дела» являлась заграничным центром «экономистов».
Политическое направление «Рабочего дела» было обозначено в первом номере журнала: борьба за экономические интересы пролетариата объявлялась основой всей социал-демократической деятельности, политические же задачи представлялись как дело отдаленного будущего. Ленин в книге «Что делать?» так характеризовал позиции «Рабочего дела»: «… „Рабочее Дело“ … всего полнее, всего рельефнее выразило не последовательный „экономизм“, а тот разброд и те шатания, которые составили отличительную черту целого периода в истории русской социал-демократии». На II съезде РСДРП «рабочедельцы» представляли крайне правое крыло партии.